# Персонажи фильма «Кин-дза-дза!»
В этой статье описываются персонажи фильма «Кин-дза-дза!».

## Владимир Николаевич Машков
Один из главных героев фильма. Его роль исполняет Станислав Любшин.
Владимир Николаевич Машков — человек с планеты Земля и, как потом внезапно выяснилось, пацак. 

Он живёт в Москве в трёхкомнатной кооперативной квартире недалеко от Калининского проспекта (сейчас Новый Арбат) вместе с женой Люсей и сыном-двоечником Кириллом. Работает прорабом на стройке. Вместе с Гедеваном Александровичем Алексидзе («Скрипачом») он попадает на планету Плюк, откуда на протяжении всего действия фильма пытается вернуться на Землю.
Владимир Машков — человек трезвомыслящий, не склонный к панике. Попав с Гедеваном на Плюк, сначала не верит, что это другая планета, думает, что находится в Каракумах, и определяет направление на Ашхабад. В первый раз увидев пепелац и выступающих плюкан Би и Уэфа, делает вывод: «капстрана». Хорошо разбирается в людях, довольно быстро вникает в психологию и социальную структуру плюкан и начинает эффективно этим пользоваться. Находясь на Плюке, пытается наладить бартерный обмен взамен на доставку на Землю. Хорошо умеет обращаться с разнообразной техникой (смог отремонтировать опору шасси пепелаца, восстановил разбитую скрипку). Быстро принимает решения в нестандартных ситуациях (захватывает в заложники представителя власти — эцилоппа — для освобождения плюкан Би и Уэфа из эциха). В качестве платы тачаночнице за поездку до центра сочиняет музыкальную пьесу на мотив песенки «Мама, что я буду делать?», которая затем пользуется большим спросом у плюкан.
Несмотря на выраженные корыстные черты Би и Уэфа, не соглашается, чтобы на планете Альфа их превратили в кактусы, для чего возвращается во времени и освобождает Би и Уэфа.
В фильме Машков именуется также дядя Вова, Вовка, Владимир Николаевич, Прораб.

## Гедеван Александрович Алексидзе
Один из главных героев фильма. Другие герои часто называют его по прозвищу — Скрипач. Роль Гедевана исполняет Леван Габриадзе.
Вместе с другим землянином, прорабом Машковым («дядей Вовой»), попадает на планету Плюк, откуда на протяжении времени действия фильма пытается вернуться на Землю.

### Личность Гедевана
Гедеван — человек с планеты Земля, как позже выяснилось, пацак. 

О себе он сообщает, что сам из Батуми. Студент-первокурсник текстильного института города Иваново (до текстильного пробовал поступить в МГИМО), приехавший в Москву, чтобы передать профессору Рогозину скрипку (итальянскую, XVIII века), забытую им после обеда.
Имеет некоторые познания в иностранных языках. На вопрос «дяди Вовы»: «Иностранным владеешь?» — Гедеван отвечает: «Английским. Французским… слабо». Позднее чатланин Уэф так охарактеризует эти познания «Скрипача»: «А этот пацак всё время говорит на языках, продолжения которых не знает!». Это позволяет предположить, что Гедеван имеет довольно поверхностное, слабое знание не только французского языка (о чём он сам говорит), но также и английского; немного знает немецкий.
Скромный и тихий с виду, но когда Уэф оскорбляет его по-грузински, мигом проявляет вспыльчивость.
Он постоянно склонен к изысканию, граничащему с клептоманией — «Вместо того чтобы думать, что ты первый грузинский космонавт и что тебе Нобелевскую премию дадут — верни ложку, которую ты у нищих артистов украл» (Уэф).
«А гайку и песок я приложил к объяснительной записке и сдал в деканат Раечке, чтобы она переслала в ЮНЕСКО» (разговор с преподавателем).
«Владимир Николаевич, человечество из-за одного камушка с Луны тысячелетия потратило: а тут живой инопланетянин и эцих! Из неизвестного металла!» (побег).
Постоянно норовит утащить у местных обитателей самые разные предметы — ложку, «бандуру», «Кристалл Представления», и даже — железный ящик («эцих») с живым инопланетянином (Кырром) внутри. Но постоянно попадается и тем самым настраивает всех местных обитателей против себя — «Иди гуляй, ворюга…» (работница планетария). Но движет им вовсе не «жажда наживы», а желание доставить на Землю внеземные артефакты и технологии, дабы тем самым обогатить земную науку — «Я её [ложку] в Институт цветных металлов хотел сдать. Вдруг что-нибудь новое…». В конечном итоге именно благодаря «клептомании» Гедевана ему с Машковым и удаётся вернуться на Землю — Гедеван похищает в планетарии гравицаппу, даже не зная, что это такое и для чего этот предмет нужен.

### Образ
Изначально в фильме Гедеван показан как неудачник. Инопланетяне считают Гедевана ненужным и второстепенным пацаком по сравнению с Машковым («Скрипач не нужен» — повторяют несколько героев и даже он сам, попав на Хануд). Иногда даже бросают его на произвол судьбы. Однако Машков помогает ему адаптироваться в обществе плюкан, после чего Гедеван обретает почти такое же влияние на инопланетян, как и Машков.

## Би
Один из главных героев фильма. Его роль исполняет Юрий Яковлев.
Би — бедный артист, пацак, владелец старого пепелаца. Путешествует по галактике вместе с другом — чатланином Уэфом, исполняя песни.

### Личность и образ
Би живёт вместе с Уэфом на планете Плюк. Он родился на планете Хануд до того, как плюкане выкачали оттуда воздух и транклюкировали почти всех ханудян. 

Би обладает музыкальными способностями и научился у землян музицировать. Он, пацак, находился в подчинении у Уэфа, поскольку тот чатланин. Однако никаких признаков повиновения Уэфу не проявляет, напротив, часто конфликтует, дерётся с Уэфом из-за жадности последнего и даже, попав на Хануд, требует от Уэфа преклонения, поскольку если Плюк — планета чатланская, и пацаки на нём подчиняются чатланам, то Хануд — пацакский, и там доминируют не чатлане над пацаками, а пацаки над чатланами.

Его образ — философ. Он постоянно пытается спорить и говорить крылатыми фразами. («Если у общества нет цветовой дифференциации штанов, то нет цели. А когда нет цели…»). Постоянно употребляет слова «родной» и «зараза», явно заимствованные из мыслей дяди Вовы, в частности, из первой прочитанной мысли: «Люсенька, родная, зараза, дались тебе эти макароны!».

## Уэф
Один из главных героев фильма. Его роль исполняет Евгений Леонов.
Живёт на Плюке. Родился, как и Би, на Хануде. Бедный артист. Чатланин.
В некоторых случаях в стрессовой ситуации у Уэфа проявляется что-то вроде приступа, Би в таких случаях даёт Уэфу лекарство.

### Образ
Уэф очень «жадный, как все чатлане»  (Би), нахальный и бессовестный тип, готовый на всё, только бы получить лишнюю КЦ. Он всё время грубит, ходит походкой криминального элемента с угрюмым лицом, колко подмечает чужие недостатки, но совершенно не замечает своих. Более того, он даже не имеет понятия о совести или элементарном человеческом сострадании. Но, судя по всему, на Плюке не он один такой. Можно сказать, что Уэф — воплощение всех аморальных качеств человека. Но несмотря на такой образ, этот персонаж выглядит забавно и не вызывает резкой антипатии у зрителя.
Уэф жаден — постоянно ругает Машкова за потерянные КЦ: «На что теперь луц купим?». В одной из сцен Би бьёт его по щекам и передразнивает «… на два чатла дешевле!». Он беспринципен — зная, что у Скрипача нет спичек, он с лёгкостью выкидывает его из летящего пепелаца «Я на каппу нажал — он улетел». Легко обманывает ради наживы и по-мелкому хитёр. Так, он хочет надуть Скрипача, предлагая сыграть в «плюку». Знает, но скрывает от всех истинный курс КЦ. Если обман раскрывается, то он сердито оправдывается: «Пошутил я!».
Показательно, что после повторного освобождения из эциха и появления босоногого жителя планеты Узм Уэф сразу устремляется к нему, забыв о своих освободителях дяде Вове и Гедеване, и сразу интересуется машинкой перемещения в пространстве, явно в корыстных целях: «Друг! У вас какая система? Разрешите взглянуть…».

## Другие персонажи

### Земляне
- Люся Машкова — жена дяди Вовы, которая попросила его сходить за макаронами и хлебом в магазин, в результате чего Машков и попал на Плюк.
- Галина Борисовна (Нина Русланова[1][2], в титрах не указана) — строгий представитель администрации текстильного института.
- Виктор Манохин — коллега Владимира Николаевича. Не является действующим лицом фильма, но упоминается в диалогах Машкова с Люсей и инопланетянами.

### Плюкане
Их много. В высшей степени корыстные, но и наивные одновременно. По-своему музыкальные («Мама» быстро стала хитом), преклоняются перед ПЖ, качают «последний выдох Господина ПЖ», играют на бирже, а также в народную игру «плюку». Постоянно ссорятся между собой, бессовестно врут всем подряд как из выгоды, так и без.

#### Чатлане
Чатлане — доминирующая по отношению к пацакам общность жителей планеты Плюк. Основное отличие от пацаков — прибор визатор отвечает на них оранжевым индикатром. Также, в отличие от пацаков, чатлане носят на шее «Основы жизни» — два металлических предмета яйцеобразного вида.
Представители:
- Господин ПЖ (Николай Гаро) — правитель планеты Плюк в галактике Кин-дза-дза. Носит голубые штаны.
- Мама Господина ПЖ (Нина Тер-Осипян) — старушка. Носит малиновые штаны и четыре лампочки на шлеме.
- Контрабандист со шрамом (Александр Литовкин) — главарь шайки контрабандистов, обманувший дядю Вову и забравший у него все спички, в результате чего разбогател и получил право носить малиновые штаны.
- Однорукий — подручный контрабандиста со шрамом. Чатланин, к которому прилетели проверять спичку и на котором в пепелаце была шапка Гедевана.
- Подружка контрабандиста со шрамом — женщина лет тридцати с усталым лицом.
- «Рабыня» главаря контрабандистов — молодая плюканка, любовница контрабандиста со шрамом, повсюду ходящая за ним привязанной на верёвке.
- Чатланин, живущий на катере (в сценарии — Кырр, Лев Перфилов) — ненавидит пацаков, презирает Господина ПЖ, бунтарь, можно сказать, диссидент: «Я скажу всем, до чего довёл планету этот фигляр ПЖ! Пацаки чатланам на голову сели! Кю!».
- Жёлтые Штаны (Владимир Фёдоров) — богатый карлик, живущий в столице. Владеет небольшим количеством КЦ, и поэтому вправе носить жёлтые штаны.
- Колоссальная дама (Александра Дорохина) — женщина с огромным бюстом на станции подземной железной дороги. Отвергла ухаживания Уэфа.
- Работница планетария (Татьяна Новицкая) — крупная властная женщина с синяком под глазом. За дополнительную плату даёт возможность клиентам поговорить по телефону с родной планетой.
- Рыжий чатланин — эпизодический персонаж, пассажир вагонетки. Очень угодливо смеялся, когда вместе с Уэфом видел эцилоппа.
- Яркие представители чатланского простонародья — среди них в фильме особенно выделяются:
  - Огромный серьёзный мужчина с чёрной густой бородой.
  - Пожилая лохматая женщина.
  - Чернокожая красавица, швырявшая в поющих Би и Уэфа песком (Людмила Солоденко).
  - Худой чатланин, играющий в «плюку» с бородачом.

#### Эцилоппы
Эцило́пп — представитель власти — взяточник, беспринципный тип.
Произошло от слова «police» (с англ. — «полиция»), прочитанного справа налево: «ecilop». Полномочия плюканских эцилоппов весьма велики. Быть эцилоппом престижно. Граждане и гости Плюка (исключая лишь носителей малиновых и жёлтых штанов), должны приседать перед эцилоппом один раз, подобострастно восклицая «ку!». Перед малиновыми или жёлтыми штанами эцилопп сам однократно приседает, произнося при этом «ы!».
Пацака, замеченного в злостном непочтении к представителю власти, эцилопп имеет право казнить на месте без суда либо побить (например, оглушить, ударив прикладом транклюкатора по голове), как захочет сам эцилопп.
Эцилоппы не имеют права бить по ночам носителей голубых и малиновых штанов.
Взяточничество в среде эцилоппов — обычное явление: большинство открыто вымогают или отбирают деньги у рядовых плюкан.
Обычное эцилоппское обмундирование — брезентовая или резиновая одежда, шлем с одной или несколькими мигалками, транклюкатор, визатор, рация, сумка для хранения денег, отнятых у оштрафованных. Некоторые эцилоппы ходят в штатском. В фильме у одного из них на лацкане укреплена маленькая лампочка, которую он предъявил как удостоверение.
Многие эцилоппы носят на голове шлем с мигалкой (седоусый мздоимец, черноусый патрульный, судья, хранитель эцихов, первый и третий телохранители в бассейне Господина ПЖ), другие носят по две (эцилопп с намордниками, позднее взятый в заложники Машковым и Гедеваном, средний телохранитель в бассейне ПЖ), третьи — шлемы с четырьмя мигалками.
Представители:
- Черноусый патрульный (Валентин Букин) — прилетает на пепелаце и даёт Машкову наглядный урок покорности и осмотрительности, срезая транклюкатором часть трубы большого объёма, после чего, неожиданно (со спины) ударяя Машкова по голове прикладом транклюкатора.
- Седоусый мздоимец — поначалу соглашался поймать нарушителей закона не иначе как за 40 чатлов. Но когда Машков взял его «на испуг», мздоимец тут же совершенно бесплатно сообщил о нарушителях «всем постам», а странных земных пацаков заверил, что он «не бездействовал, а сразу на каппу нажал» («Скрипач — свидетель»).
- Чернокожий страж — получил мзду от двух плюкан и землян, когда они решили бесплатно через систему вентиляции проникнуть в Центр.
- Постовые на пути следования поезда — периодически останавливают поезд, что-то проверяют и затем жестом разрешают ехать дальше. Один постовой — старик в капюшоне, другой же, охраняющий водяной завод, — молодой мужчина.
- Судья — в его власти было определить наказание Уэфу и Би, что он делает абсолютно бесстрастно. Уксус ему по нраву: в отличие от Уэфа, пьёт его из горлышка не морщась. В свободное от суда время устанавливает в эцихе гвозди.
- Тайный агент — одет в гороховое пальто и зелёные штаны. Маскируется под штатского, однако носит с внутренней стороны лацкана доказательство — лампочку-удостоверение. Слушает исполнение дядей Вовой и Гедеваном песни «Strangers in the night» и приказывает им выступать на коленях. Очень хладнокровный плюканин, не лишённый, впрочем, некоторой склонности к лирике. Уходит, напевая: «Strangers in the ку…».
- Толстяк с намордниками — следит за чётким исполнением указов Господина ПЖ, но и свой интерес блюдёт. Тоже плут, как и все плюкане: приказывает дяде Вове и Гедевану надеть намордники и радоваться. Отбирает у дяди Вовы крупный гонорар от контрабандистов, за что жестоко, но заслуженно бит, покаран и унижен Владимиром Николаевичем и Гедеваном — взят в заложники. Мелочен и труслив. Провёл героев в Хранилище эцихов, показав им по пути маму ПЖ.
- Охранники ПЖ — три амбала в бассейне ПЖ: один с подвижным треугольным лицом и в перчатках, другой бородатый толстяк, а третий — длинноносый силач.
- Хранитель эцихов — до появления дяди Вовы и Гедевана сидя дремал в уголке, прикрывшись пальтишком.

#### Пацаки
Пацаки — общность жителей вымышленной планеты Плюк, находящихся в подчинённом положении по отношению к чатланам. По фильму также являются телепатами, основное отличие от чатлан — прибор визатор отвечает на них зелёной лампочкой.
Представители:
- Личный пацак Господина ПЖ — пожилой пацак с громким голосом, принадлежащий Господину ПЖ. Служит правителю чем-то вроде личного шута. В одной из сцен появляется с характерной плюканской «сумкой» на заду, которые носят лишь плюканские женщины. Носит также белые штаны.
- Тачаночница (в сценарии — Цан, Ирина Шмелёва) — бедная артистка, пацачка. Путешествует по Плюку на самоходной тележке и даёт концерты.
- «Брат-пацак» — сторож пепелацедрома. Носит на голове что-то вроде змеевика. Хитрый, корыстный, всё время вымогает у проходящих людей плату за разные мелкие услуги, которые им оказывает.
- Старушка в поезде — очень пугливая и законопослушная пацачка. Как только услышала имя ПЖ — тут же сказала: «Я очень люблю ПЖ!».
- Акробатка — молодая пацачка у колеса обозрения. Охотно услужает чатланам. Иногда передвигается не как все люди, а методом сальто. На плохое пение артистов реагирует грубой бранью.

### Жители Альфы
- Абрадокс (Георгий Данелия) — правитель или высокопоставленный чиновник планеты Альфа.
- Деконт (Ольга Машная) — помощница Абрадокса.

### Житель планеты Узм
- Босой путешественник (Анатолий Серенко) — житель планеты Узм, 247 в тентуре, галактика Бета в спирали. Путешествует по Вселенной при помощи машинки перемещения. Бородат. Есть сын на Узме. Подозревает, что и его сын уже бородат: «Одна секунда здесь (на Плюке) — это полгода там (на Узме)!».